# Tresorgold
Tresorgold (engl. vaulted gold) bezeichnet in Tresoren verwahrtes Anlagegold. Es werden, gerade im Marketing, auch alternative Begriffe wie Golddepot oder Goldsparplan verwendet, das Prinzip an sich bleibt jedoch gleich. Private oder institutionelle Investoren erwerben beim Kauf von Tresorgold Eigentum an physischem Gold. Im Unterschied zum Kauf von Goldbarren oder -münzen kauft der Anleger bei Tresorgold zwar auch physisches Gold, hält dieses jedoch nicht selbst in Händen. Er muss jedoch eine Auslieferungsoption haben, d. h. der Anleger kann sich gegen Gebühr sein Gold liefern lassen oder dieses bei der Lagerstätte abholen. In der Regel machen nur sehr wenige Kunden von dieser Auslieferungsoption Gebrauch.

## Abgrenzung von Tresorgold zu anderen Gold-Investments
Anders als bei mit Gold hinterlegten Fonds oder Exchange Traded Commodities (ETC) ist bei Tresorgold kein Anlageinstrument oder Wertpapier zwischen den Anleger und das physische Gold geschaltet. 
Diese Unterscheidung ist insbesondere in Abgrenzung zu Goldzertifikaten und Exchange Traded Commodities auf Gold wichtig: Anleger erwerben mit Goldzertifikaten und auch ETCs nur einen Anspruch gegen den Emittenten einer Schuldverschreibung, aber kein Eigentum an Gold – im Fall von ETCs wie Xetra-Gold und ähnlichen Produkten ist dieser Anspruch mit Gold besichert. Beim Kauf von Goldfonds erwerben Anleger Anteile an einem Sondervermögen, das in Gold investiert, sind also unabhängig von der Bonität des Emittenten. Bei Tresorgold dagegen erwerben Käufer direktes Eigentum an Gold. Auch das führt zu einer Unabhängigkeit von der finanziellen Situation des Händlers.

## Geschichte
Ursprünglich wurde privaten Kunden Tresorgold insbesondere von Banken angeboten. In Deutschland und in der Schweiz wurde Tresorgold im Rahmen von Private Banking fast ausschließlich sehr vermögenden Kunden angeboten.
Neben Banken haben auch große Edelmetallhändler Tresorgold-Angebote oder auf Tresorgold basierende Goldsparpläne für Privatanleger entwickelt. Die ersten Gold- oder Edelmetallsparpläne wurden beispielsweise in Japan in den 1980er Jahren durch das große Edelmetallhaus Tanaka Kikinzoku Kōgyō eingeführt.
Neben klassischen Banken und Edelmetallhändlern bieten seit einigen Jahren auch verschiedene Direktanbieter Tresorgold – häufig über das Internet – an. Beispiele hierfür sind die DAB Bank AG und GoldRepublic aus den Niederlanden.

## Eigenschaften
Beim Kauf von Tresorgold erwerben Anleger Eigentum an physischem Gold. Je nach Produktausgestaltung erwerben die Investoren beim Kauf von Tresorgold entweder anteiliges Eigentum an Goldbarren oder volles Eigentum an einzelnen Goldbarren bzw. Goldmünzen.
In Hochsicherheitstresoren gelagertes Tresorgold ist üblicherweise versichert und damit regelmäßig sicherer verwahrt als zu Hause oder auch im (Bank-)Schließfach.
Im Unterschied zu sogenannten Goldkonten, bei denen regelmäßig Mindestanlagemengen von 1.000 Feinunzen Gold erforderlich sind, bieten einige Anbieter Tresorgold bereits in Kleinstmengen ab 1 Gramm Gold an und ermöglichen damit auch durchschnittlichen Privatanlegern den Erwerb.
Anders als beim Erwerb von Goldbarren und -münzen, die zu Hause oder in Schließfächern aufbewahrt werden, müssen sich Anleger im Falle von Tresorgold nicht selbst um den Transport oder die Aufbewahrung des Goldes kümmern.
In Deutschland ist physisches Gold und damit auch Tresorgold schwach reguliert und stellt rechtlich kein Finanzprodukt dar.
In den Niederlanden wird dagegen zentral verwahrtes Anlagegold als „Investment Object“ behandelt und unterliegt als solches einer Regulierung durch die niederländische Finanzmarktaufsicht AMF.

## Kosten
Anleger tragen bei Tresorgold üblicherweise die folgenden Kosten:
- Gebühren für den Kauf und den Verkauf von Gold
- Beim Kauf/Verkauf von Barren und Münzen anfallende Auf- und Abschläge gegenüber dem Goldpreis am Weltmarkt
- Laufende Kosten für die Verwahrung durch den Anbieter – insbesondere für die Verwahrung und Versicherung

Abhängig von der Produktausgestaltung kann der Erwerb von Tresorgold aufgrund des zentralisierten Einkaufs von größeren Barren günstiger sein als der herkömmliche Erwerb von Anlagegold über klassische Edelmetallhändler. Die Kosten können allerdings je nach Anbieter und Produkt stark variieren.

## Risiken
Neben dem Marktpreisrisiko einer Kapitalanlage in Gold tragen Eigentümer von Tresorgold ein Marktliquiditätsrisiko, das abhängig vom konkreten Angebot und Zugang des Anbieters zum Edelmetallhandel sehr unterschiedlich hoch sein kann.
Anleger, die Tresorgold erwerben, tragen außerdem das Risiko, dass der Anbieter oder Verwahrer bzw. einzelne Mitarbeiter Goldbestände unterschlagen oder diese von Dritten entwendet werden. Laut dem World Gold Council sollten sich Anleger daher davon überzeugen, dass „Tresorgoldanbieter direktes und unbeschränktes Eigentum an Gold zusichern, kein Gold ohne vorherige Zustimmung des Kunden verleihen, das Gold bei einem unabhängigen und registrierten Tresorbetreiber verwahren lassen und regelmäßige Inspektionen und Prüfungen der Kundengoldbestände zulassen“. Darüber hinaus sollte das Gold gegen übliche Risiken versichert sein.

## Kritik
Neben den aufgeführten Risiken einer Kapitalanlage in Tresorgold gibt es Kritik an überteuerten Tresorgold-Angeboten und Goldsparplänen einiger Anbieter. Beispielsweise wurden in der Vergangenheit Goldsparpläne, bei denen in 1 Gramm Goldbarren investiert wird, aufgrund der mit der kleinen Barrengröße einhergehenden hohen Aufpreise auf den Goldwert in den Medien kritisiert.